# Турбан
Турбан или чалма је одевни предмет направљен од финог платна чија дужина износи до 10 метара. Потиче из античког времена (Асирије, Персије, Египта) а данас је то наглавна ношња која се користи углавном код муслимана. 
Такође, турбан је био ношња хришћана и Јевреја у исламском свету а и данас га носе неки немуслимани, посебно индијски хиндуси и сики. 
Данас је турбан не само народна ознака Арапа већ је и ознака друштвене припадности - заната. Боја турбана је тачно одређена нпр. шерифи (шарифи) носе зелени турбан, улеме носе турбан завијен око тарбуша...
Турбан су најчећше користили и османски султани као своје круне.